# Henri Pieper
Henri Pieper (30 de outubro de 1840 Soest, Alemanha — 23 de agosto de 1898, ?, ?), foi um engenheiro e empreendedor alemão, tendo feito seus estudos técnicos em Soest e seu treinamento prático em Warstein.

## Histórico
Depois de emigrar para a Bélgica em 1859, ele se estabeleceu em Liège em 1886, e nesta cidade belga ele encontraria sua fama.
Ele fundou uma fábrica de armas que em 1870, estava em plena expansão ocupando mais de 6.000 metros quadrados.
Em 1887, Henri Pieper juntou-se aos "Fabricantes de Armas Unidos", associação que reuia as fábricas Jules Ancion, os irmãos Dumoulin, Joseph Janssen, Pirlot-Frésart, a Draws up-Laloux & Co, Albert Simonis e os irmãos Emile e Leon Nagant com o objetivo de obter encomendas importantes para seus membros.
No ano seguinte, Henri Pieper participa dos testes do exército belga para substituir os fuzis Comblain no equipamento padrão por um rifle de repetição. Depois de apresentar várias alternativas, finalmente o modelo Mauser foi adotado sob a denominação de Mauser Modelo 1889.
Henri Pieper participa então da criação da "Fabrique Nationale" para produzir esta arma; sendo o administrador-delegado como um dos acionistas mais importantes.
Além de uma grande número de patentes sobre armas de fogo, munição e sistemas de carregamento, Henri Pieper criou o primeiro bonde elétrico belga em 1892. Ele também começou a produzir bicicletas, motocicletas e automóveis. Sua empresa Ets. A Pieper era a empresa-mãe da CIE em Liège.
Pieper inventou um sistema para armazenar a energia que normalmente é perdida durante a frenagem; isso foi chamado de "voiture mixte" ("mixagem automática"), e seus carros com esse sistema continuaram a fazer sucesso, mesmo depois de sua morte em 1898.
Após sua morte, seu filho Nicholas Pieper assumiu o negócio. Em 1903, a empresa foi adquirida pela Automobiles Impéria.